# Карл Иосиф Австрийский
Карл Иосиф Австрийский (1 февраля 1745, Вена — 18 января 1761, Вена) — эрцгерцог Австрийский, второй сын Марии Терезии и её мужа, Франца I Стефана, императора Священной Римской империи.

## Биография
Карл Иосиф был любимым сыном Марии Терезии и Франца I, своим шармом и интеллектом он вызвал любовь и уважение своих братьев и сестёр, и всего двора. Он ненавидел своего старшего брата, будущего императора Иосифа II, высмеивал его за высокомерие и считал себя более достойным короны Священной Римской империи, потому что он был первым сыном Франца I, рождённым во время его правления в качестве императора. Карл Иосиф часто говорил, что он намерен бороться со своим братом за императорскую корону.
Соперничество между братьями закончилась смертью Карла Иосифа от оспы, за две недели до своего шестнадцатилетия. Матери, сидевшей у его кровати в слезах, Карл Иосиф сказал:
Вы не должны плакать из-за меня, дорогая мать, ибо если бы я жил, я бы принёс вам намного больше слёз!
Карл Иосиф похоронен в императорском склепе в Вене. Его сердце было похоронено отдельно и находится в самом сердце склепа Габсбургов в часовне Лорето, церкви Св. Августина в Вене.